# ريتشارد غيز
ريتشارد غيز (بالإنجليزية: Richard Giese)‏ هو عازف فلوت ‏ نيوزيلندي، ولد في 30 أبريل 1924، وتوفي في 23 فبراير 2010.